# Jerry Sichting
Jerry Lee Sichting (ur. 29 listopada 1956 w Martinsville) – amerykański koszykarz występujący na pozycji rozgrywającego, mistrz NBA z 1986 roku, po zakończeniu kariery zawodniczej trener koszykarski.
18 stycznia 2019 został asystentem trenera Minnesoty Timberwolves.

## Osiągnięcia

### Zawodnicze
NCAA
- Uczestnik turnieju NCAA (1977)
- Mistrz sezonu regularnego Big 10 (1979)
- Zaliczony do I składu konferencji Big Ten (1979)

NBA
- Mistrz NBA (1986)[1]
- Wicemistrz NBA (1987)[1]